# Girbelsrath
Girbelsrath is een plaats in de Duitse gemeente Merzenich, deelstaat Noordrijn-Westfalen, en telt 1.226 inwoners (30 november 2020).
Te Girbelsrath staat sinds 1985 een kantoorgebouw en een fabriek van de uit het nabijgelegen Kerpen (Noordrijn-Westfalen), Ortsteil Blatzheim, afkomstige firma Stollwerk. Dit is een groot bedrijf, dat allerlei conserven produceert, waaronder enige huismerken van de supermarktketens Aldi en Lidl Stollwerk is een van de grootste bedrijven in deze branche van geheel Duitsland. Te Girbelsrath biedt dit bedrijf ruim 250 arbeidsplaatsen, excl. seizoenarbeiders op de eigen groenteakkers.
In het dorp is naast deze fabriek een tamelijk groot bedrijventerrein aanwezig, waar een in geheel Duitsland actief gespecialiseerd wegenbouwbedrijf zetelt, dat slechte wegdekken met behulp van een zgn. koudfrees freest en zo voor her-asfaltering gereed maakt. Verder is daar vooral midden- en kleinbedrijf van lokaal belang gevestigd.

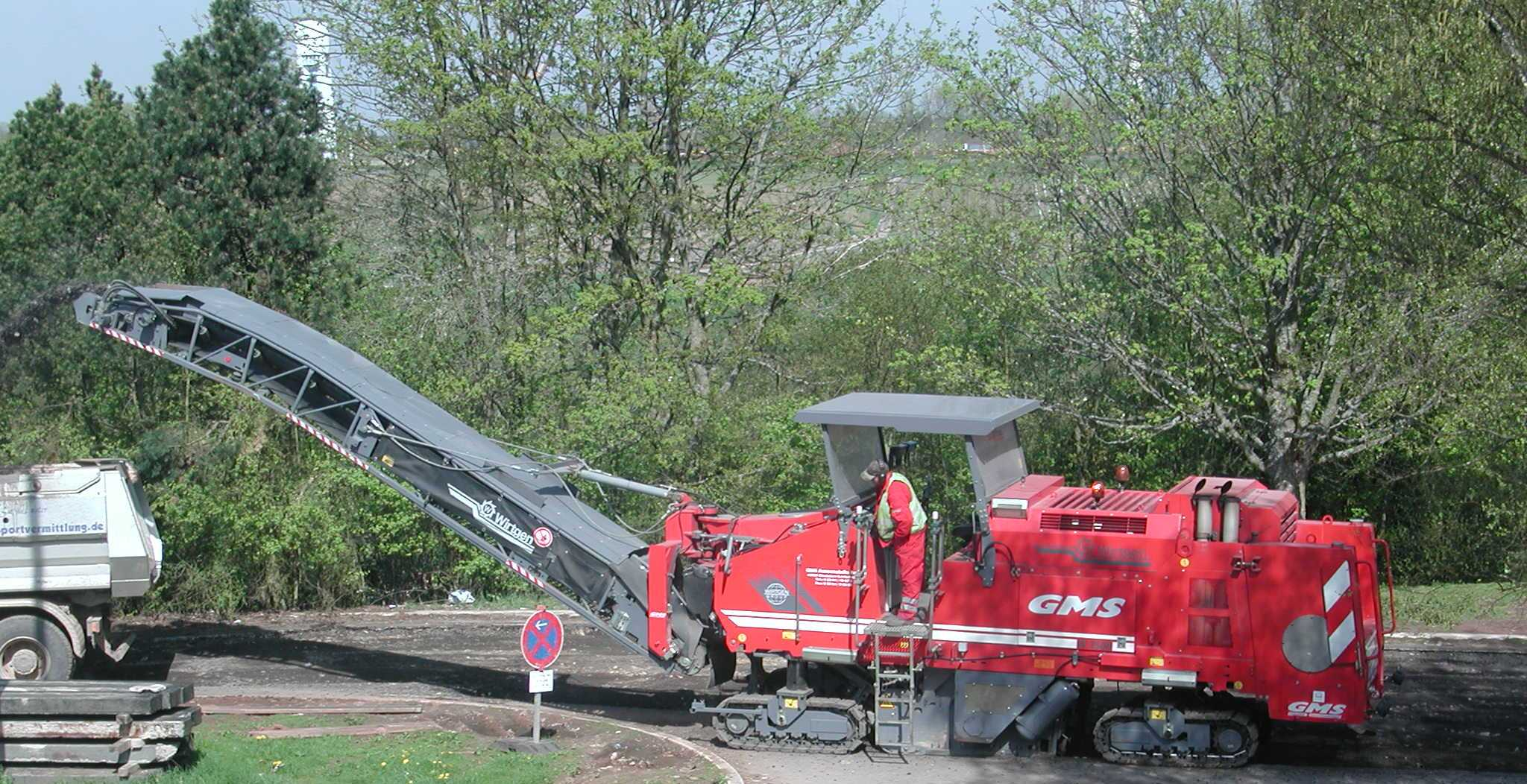
Koudfrees GMS
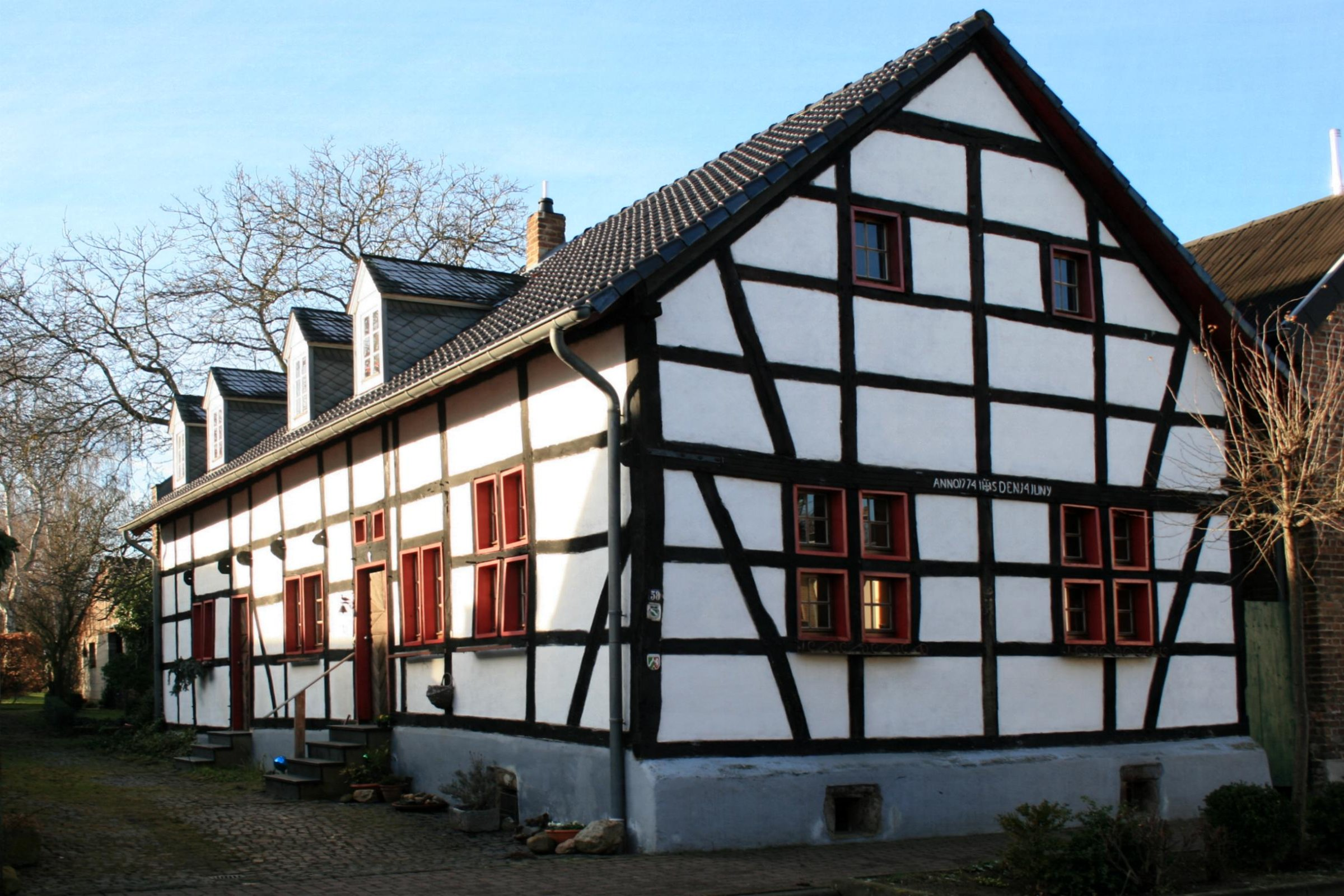
Vakwerkhuis (1774) in het dorp